# Вудберн (Орегон)
Вудберн (англ. Woodburn) — город в округе Марион, штата Орегон (США). Статус города присвоен в 1889 году. Расположен в северной части долины Уилламетт, между Портлендом и Сейлемом.
Население Вудберна составляет 24080 человек по переписи 2010 года. По этому показателю город занимает третье место в округе после Сейлема и Кайзера. Большинство населения составляют выходцы из Латинской Америки. Значительную часть населения составляют русские старообрядцы.

## История
Изначально на территории современного Вудберна, как и на большей части Орегона, жило индейское племя Калапуйя.С 50-х годов XIX века числится в составе США.
Изначально город назывался Хэлси, но был переименован из-за того, что населённый пункт с таким названием уже присутствовал на территории штата. Нынешнее название город получил благодаря тому, что в 1880 году здесь произошёл пожар, уничтоживший большое количество лесных угодий.

## Демография
По состоянию на 2010 год в Вудберне насчитывалось 8283 домов, в которых проживает 24 080 человек. Плотность населения составляет 1,731 чел. /км². Большинство представляют латиноамериканцы — 58,9 % от общего числа жителей. В городе преобладает мужское население (на каждые 100 женщин приходится 107,2 мужчин)
Медианный семейный доход (доход, выше которого имеет доход 50 % домохозяйств) составляет 36 730 долларов. Доход на душу населения составляет 12 954 долларов. Доход ниже прожиточного минимума имеют 17,3 % человек от общего населения.

### Старообрядцы
Вудберн является домом для многих русских старообрядев, бежавших от гонений государственных властей, поддержавших Русскую Православную Церковь. Их можно легко отличить от прочего населения. Женщины носят длинные юбки, а мужчины бороды.
Также в городе имеются общины русских молокан и пятидесятников.